# Emoia digul
Emoia digul — вид сцинкоподібних ящірок родини сцинкових (Scincidae). Ендемік Індонезії.

## Поширення і екологія
Emoia digul мешкають в горах Маоке в центральній частині Нової Гвінеї, де спостерігалися в долинах річок Сібіл і Бон, що є притоками Дігулу. Вони живуть у вологих гірських тропічних лісах. Зустрічаються на висоті від 1200 до 1500 м над рівнем моря.